# Фалькаде
Фалькаде (итал. Falcade) — коммуна в Италии, располагается в провинции Беллуно области Венеция.
Население составляет 2205 человек, плотность населения составляет 42 чел./км². Занимает площадь 53 км². Почтовый индекс — 32020. Телефонный код — 0437.
Покровителем коммуны почитается святой мученик Себастьян, празднование 20 января.

## Галерея

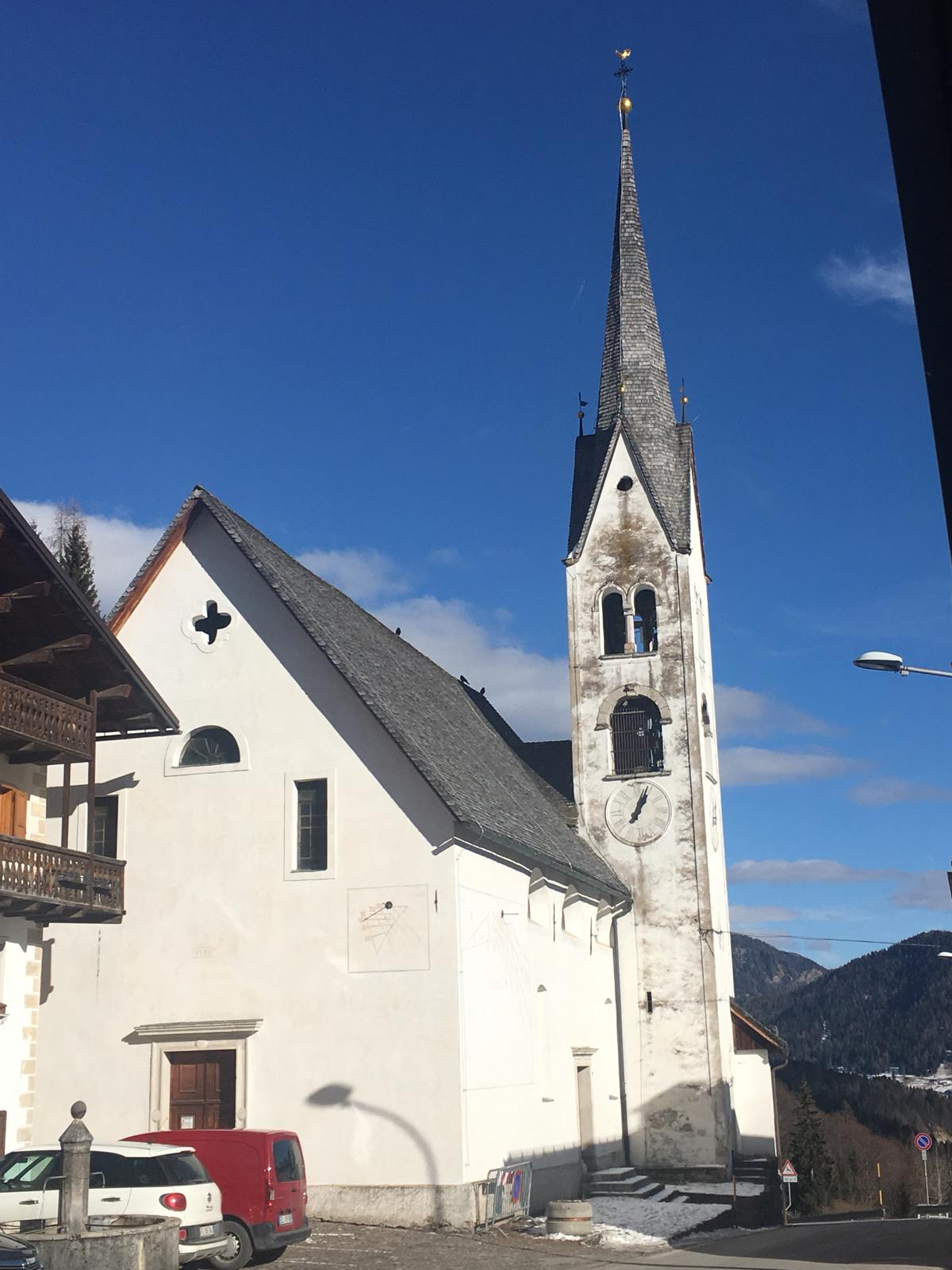
Храм святого Себастьяна, Верхнее Фалькаде.
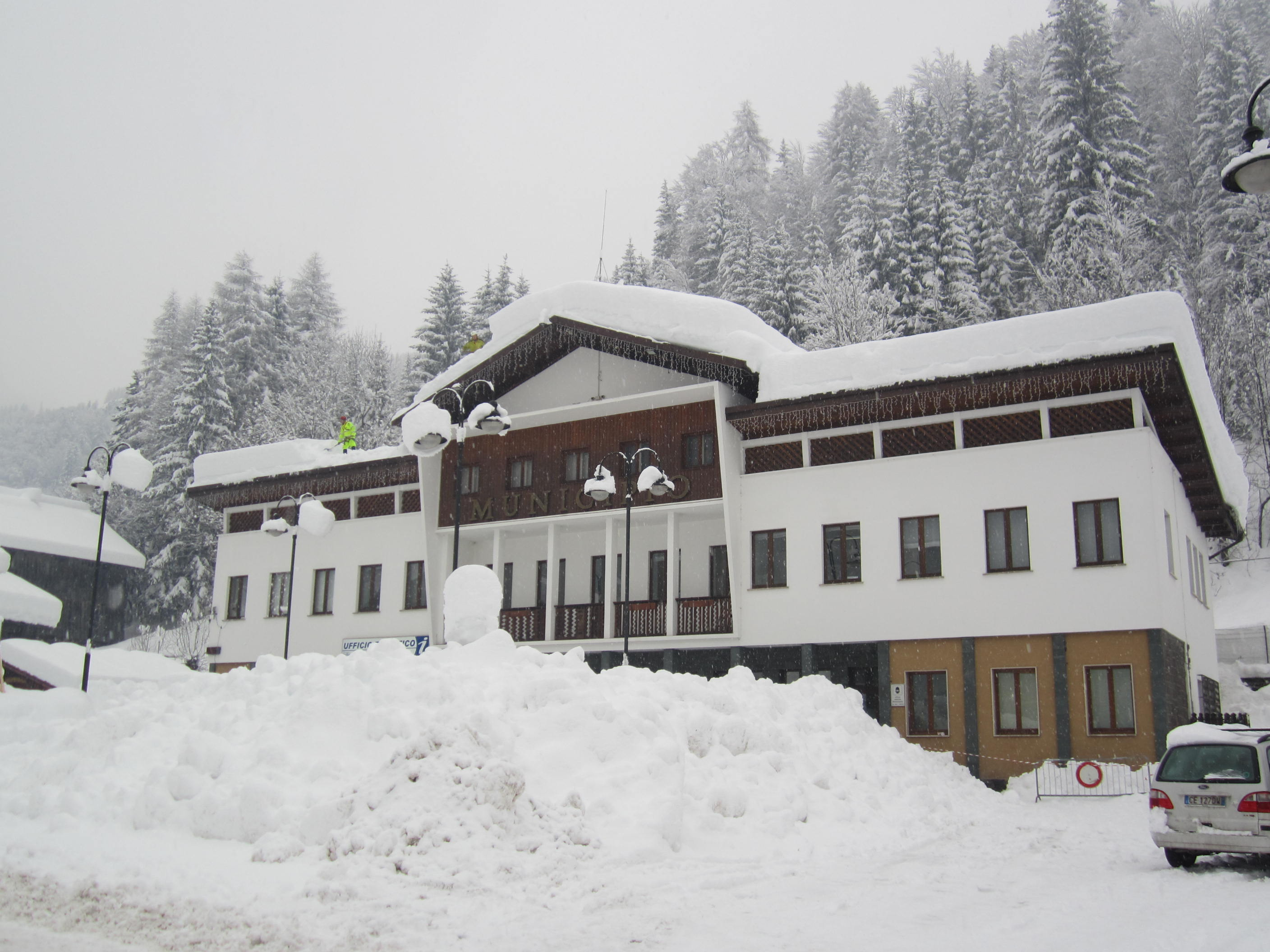
Фалькаде: муниципалитет.
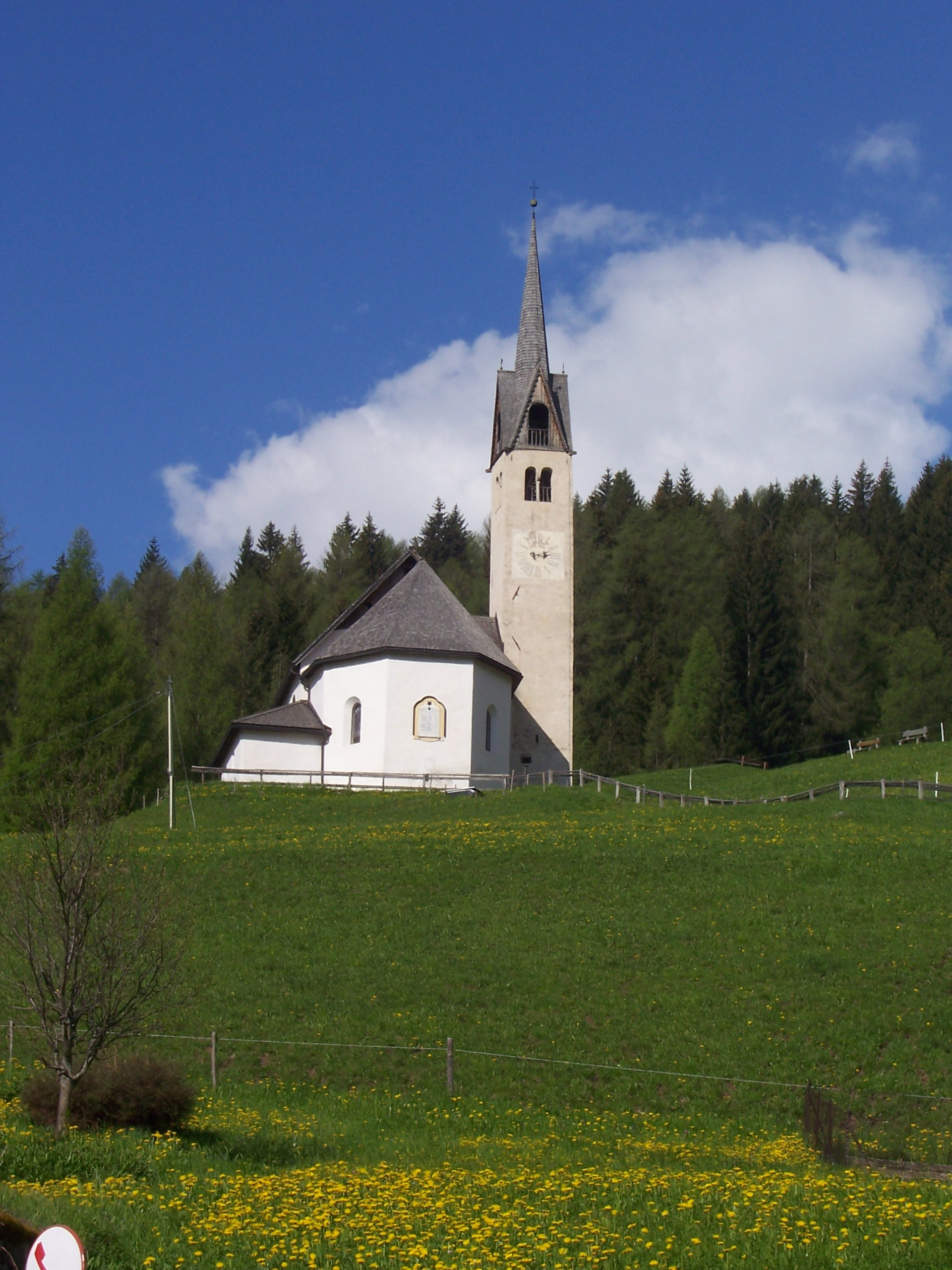
Храм Пресвятой Богородицы в Кавиола (Chiesa della Beata Vergine di Caviola).
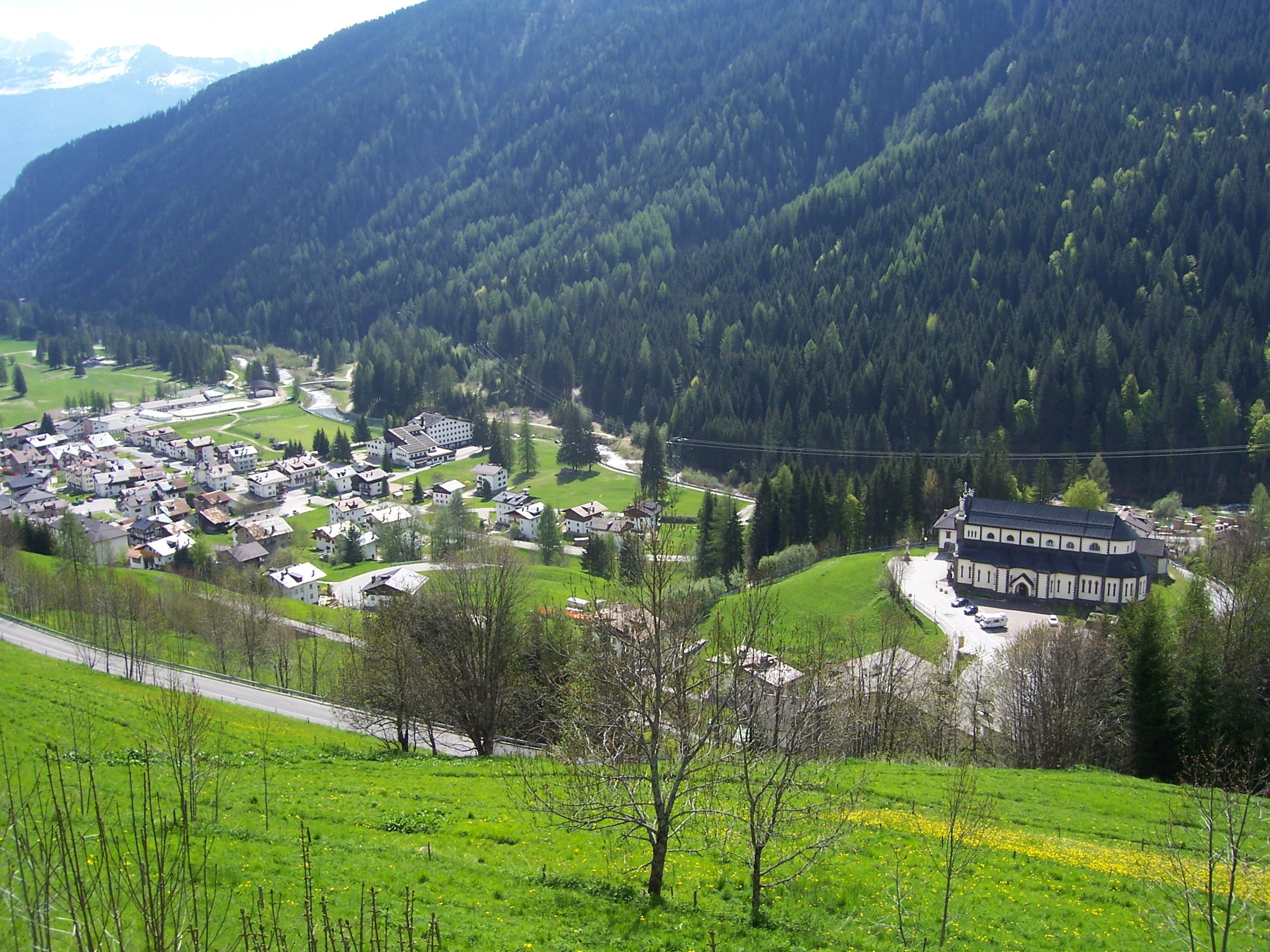
Храм и панорама, Нижнее Фалькаде